# Atari 2600
Atari 2600 lub Atari Video Computer System – konsola gier wideo wyprodukowana przez amerykańskie przedsiębiorstwo Atari.

## Historia
Była jedną z pierwszych konsol, które używały wymiennych modułów z grami, tzw. kartridży, zamiast wbudowanych na stałe gier. Rozwiązanie to zostało po raz pierwszy wykorzystane w konsoli Fairchild Video Entertainment System w 1976 roku.
Została wydana w 1977 roku w Stanach Zjednoczonych i w 1991 roku w Polsce.
Konsola została wycofana w 1992 roku, ale w Europie kontynuowano jej sprzedaż jeszcze do końca 1995 roku. Przez ten czas wyprodukowano i sprzedano około 25 milionów sztuk, co dało jej pierwsze miejsce pod względem liczby sprzedanych egzemplarzy ze wszystkich konsol drugiej generacji. Liczba stworzonych gier przekroczyła 900.
Początkowo znana jako Atari Video Computer System (w skrócie Atari VCS); nazwa Atari 2600 została po raz pierwszy użyta w 1982 roku, po wprowadzeniu bardziej zaawansowanej konsoli Atari 5200.
17 listopada 2023 roku, wydano odświeżoną wersję konsoli pod nazwą Atari 2600+.

## Dane techniczne
- 8-bitowy procesor MOS Technology 6507 z zegarem 1,19 MHz
- procesor audio i wideo TIA (Television Interface Adaptor), rozdzielczość 160x102, 128 kolorów (16 kolorów każdy o 8 poziomach intensywności, w praktyce 121 różnych dla NTSC, 114 dla PAL), 2-kanałowy dźwięk mono
- 128 bajtów RAM-u wbudowanego w układ RIOT (dodatkowo do 256 bajtów wbudowanych w moduł z grą)
- maksimum 4 kB ROM-u zawartego w module z grą (możliwość zwiększenia pojemności do 32 kB przez przełączanie banków pamięci)
- wejścia:
  - 2 gniazda DB9 (które przez to stały się standardem w innych tego typu urządzeniach i komputerach osobistych) do podłączenia dżojstika z jednym przyciskiem lub innych kontrolerów
  - 6 (w oryginalnej wersji) przełączników: zasilanie, obraz mono/kolor, poziom trudności dla każdego gracza (A lub B), Select, Reset; znaczenie przełączników mogło być zmieniane przez gry (oprócz wyłącznika zasilania), w późniejszych modelach przełączniki trudności zostały zminimalizowane i przeniesione na tył obudowy
- wyjście typu RF, sygnał wideo z dźwiękiem, w zależności od regionu w systemie NTSC, PAL lub SECAM

## Gry

Zrzut ekranowy gry Combat dołączanej do pierwszych modeli konsoli

## Modele

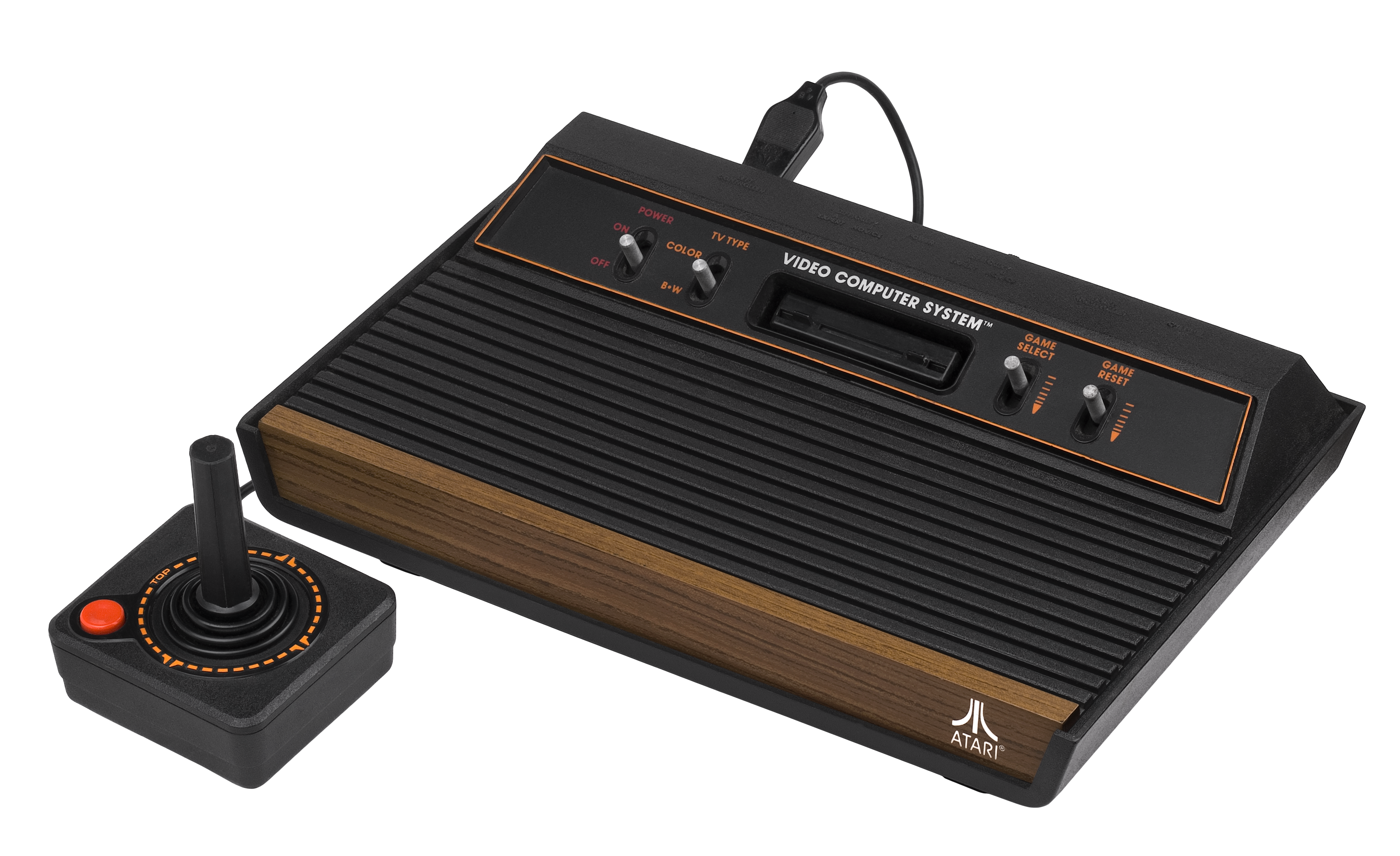
Pierwszy model konsoli z 1977 roku
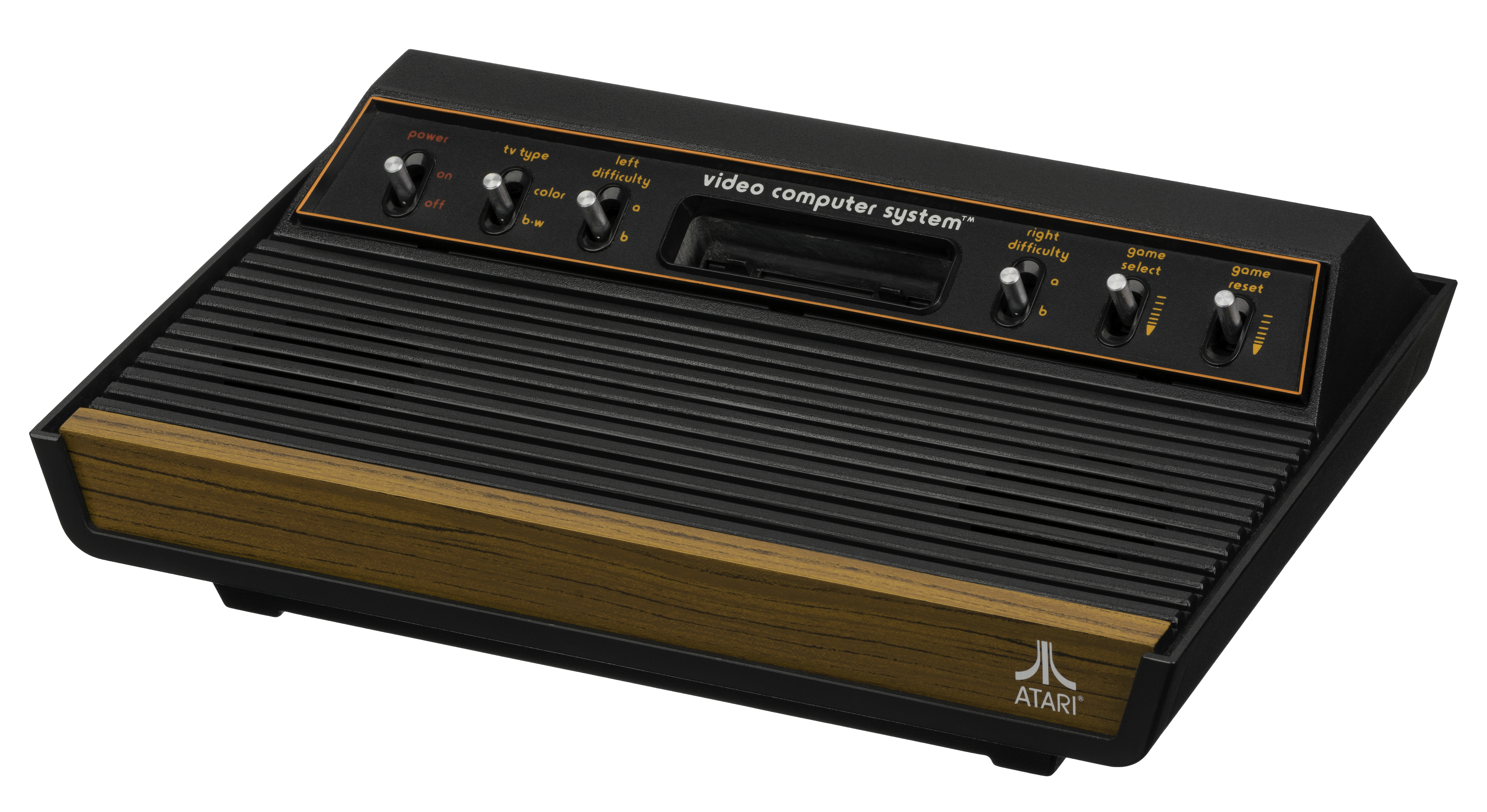
Druga wersja konsoli Atari VCS 2600, tak samo jak wersja pierwsza posiadała sześć przełączników, wyglądem była bardziej kanciasta niż wersja z 1977 roku
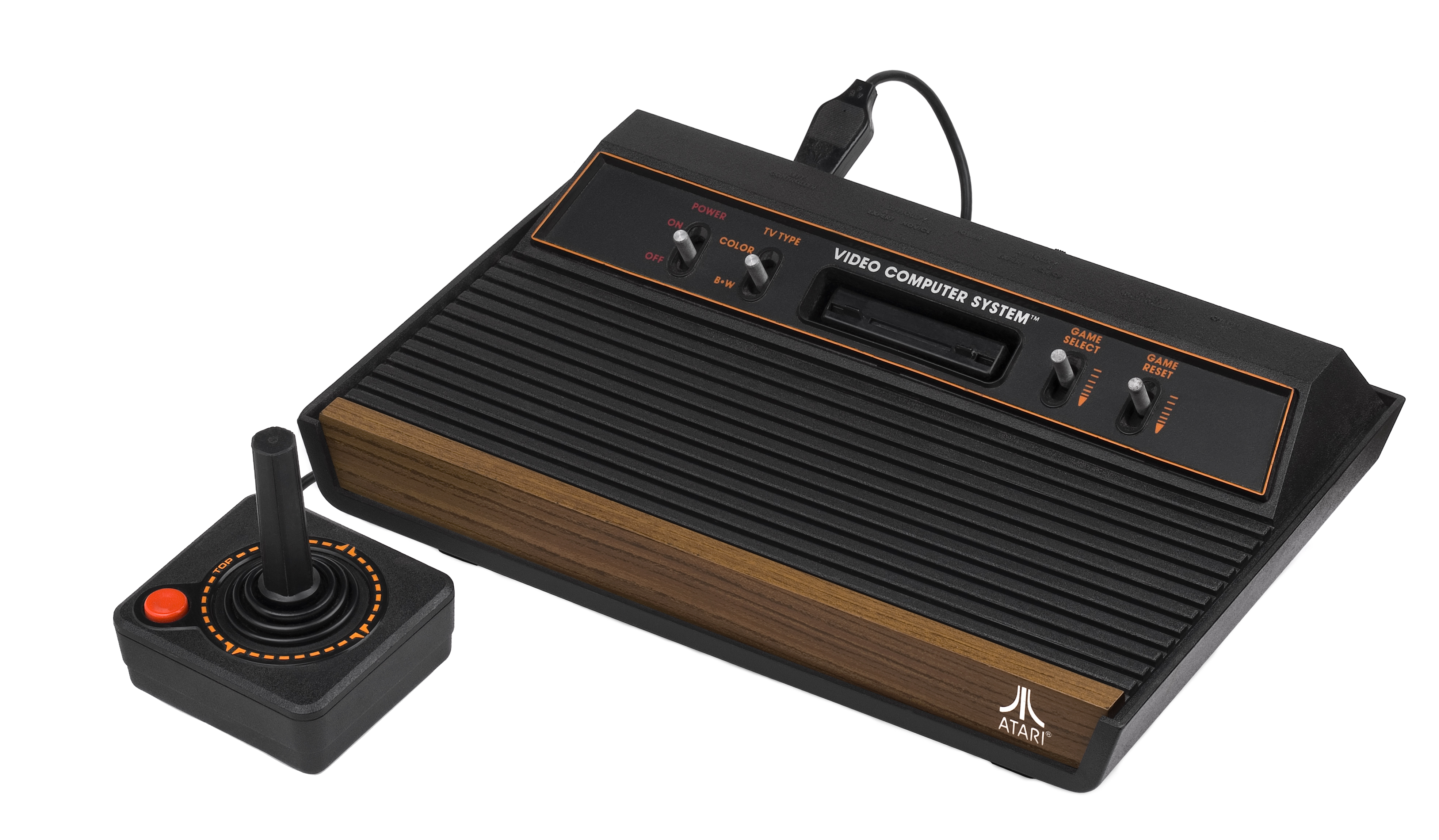
Konsola Atari VCS 2600 wersja z czterema przełącznikami (1980-1982)
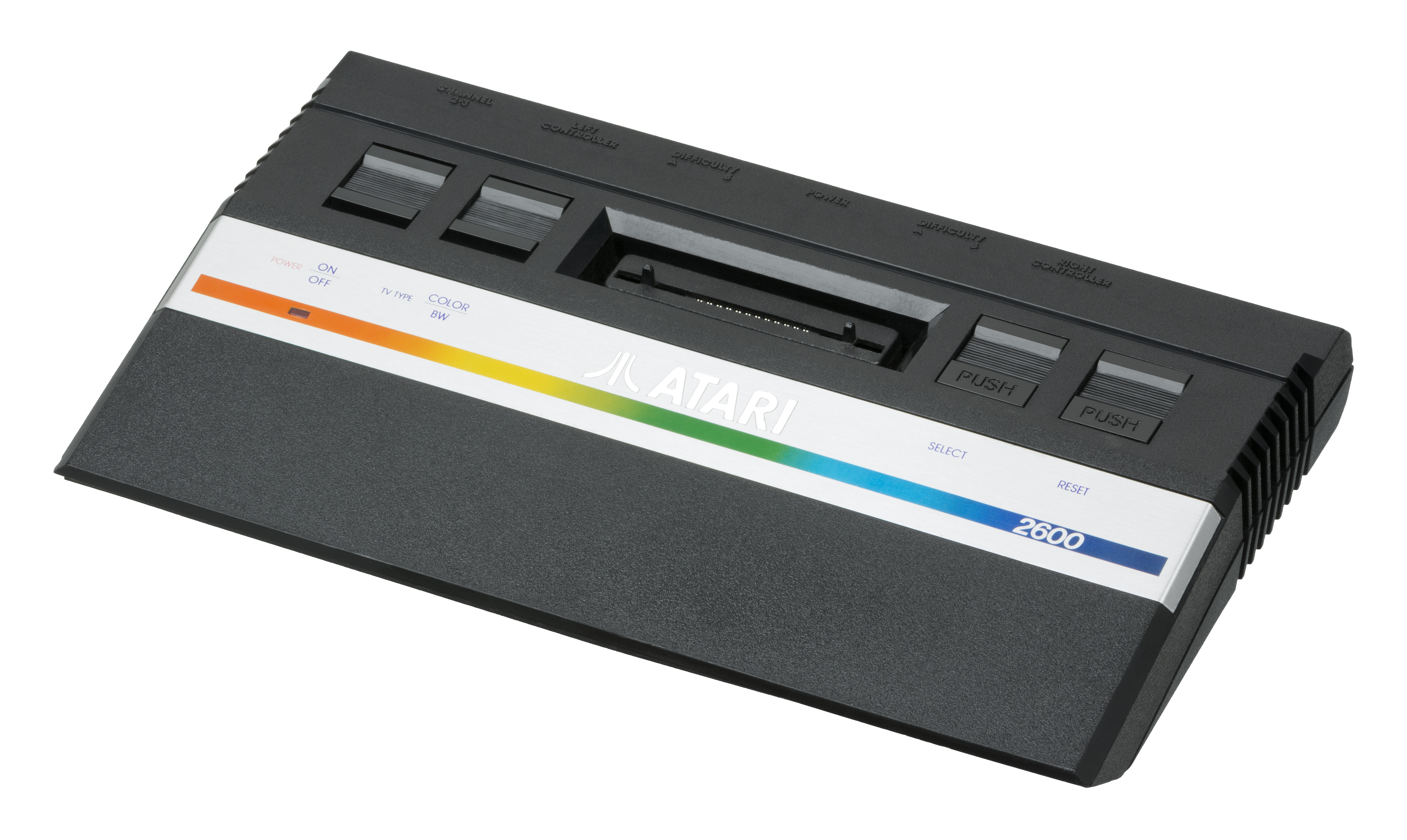
Konsola Atari VCS 2600 z 1986 roku, znana także jako „2600 Jr.”
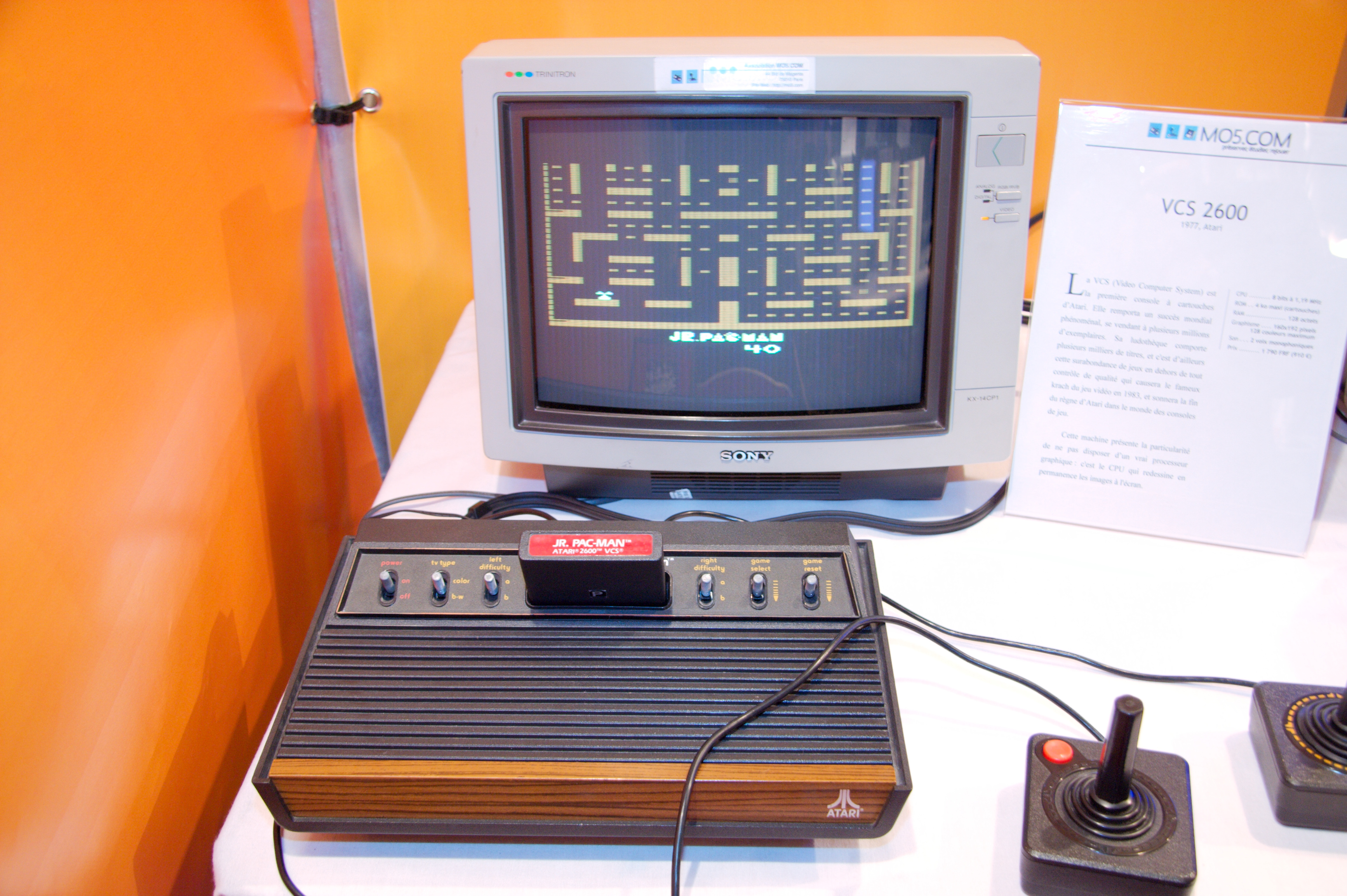
System Atari 2600 z dwoma dżojstikami, kartridżem z grą Jr.Pac Man, podłączony do telewizora Sony
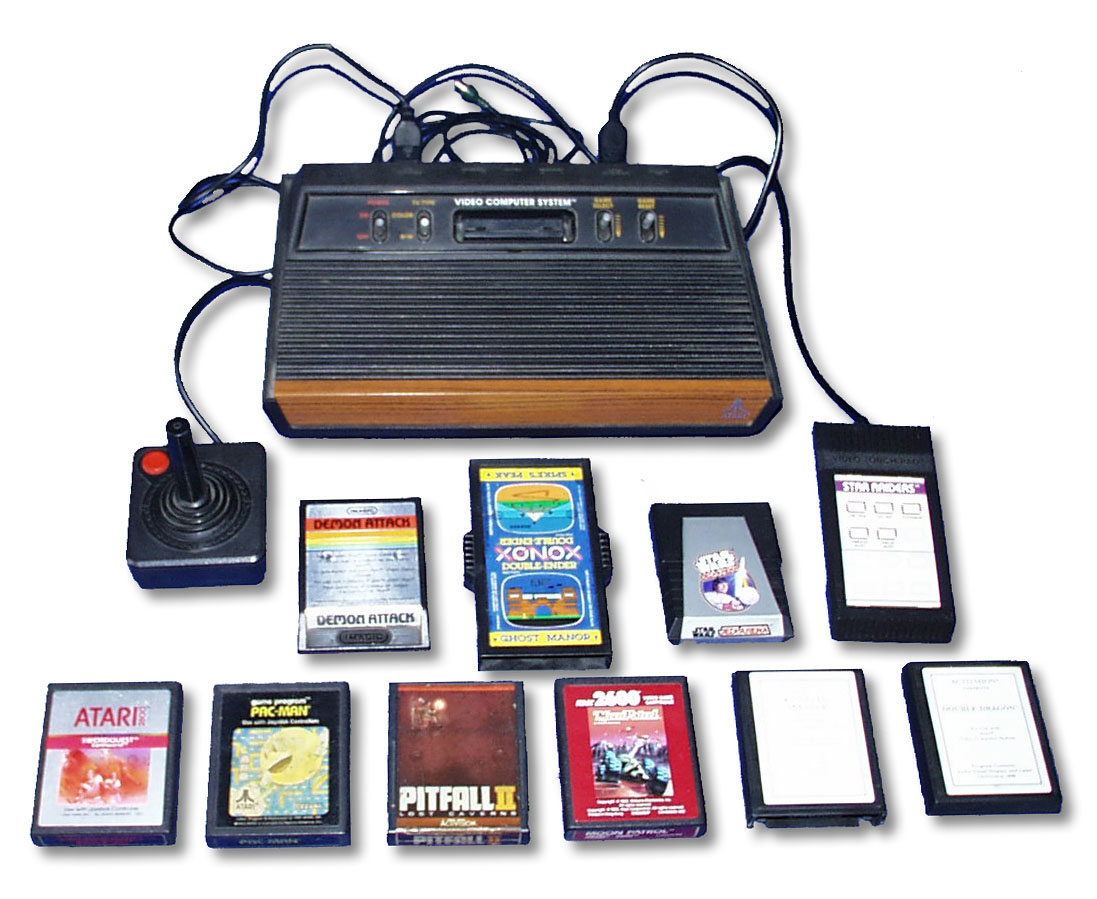
Atari VCS z kartridżami

## Klony

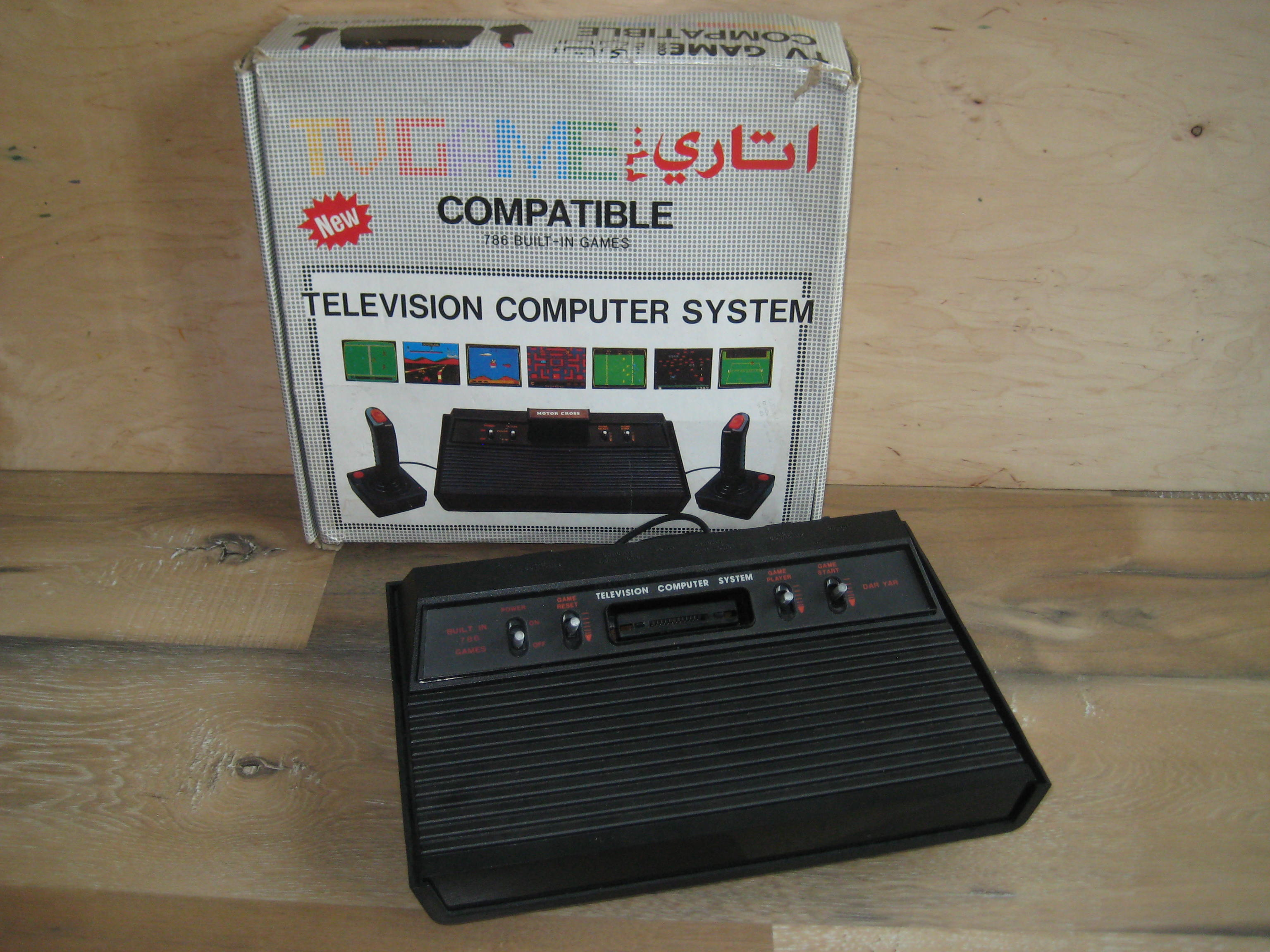
Jeden z wielu klonów konsoli Atari 2600

Wraz ze wzrostem popularności konsoli Atari 2600, na rynku pojawiły się klony, zawierające od kilkudziesięciu do nawet kilkaset wbudowanych gier. W Polsce oraz innych krajach postkomunistycznych na przełomie lat 80. i 90. popularność zaczęły zdobywać klony o nazwie „Rambo”. Po ich pojawieniu się w Polsce, przedsiębiorstwo California Access, związane z Lucjanem Danielem Wencelem odpowiadającym za dystrybucję sprzętu Atari w kraju, wydało na przełomie lat 1990 i 1991 klona o nazwie „Video Game CA-160”, który zawierał 160 wbudowanych gier i był dystrybuowany w sieci sklepów Pewex. Video Game CA-160 była trochę droższa od Rambo, jednak w przeciwieństwie do konkurenta, producent oferował do zakupienia kartridże z innymi kompilacjami gier. Sprzęt nie odniósł sukcesu. Dopiero pod koniec 1991 roku, gdy Atari zdecydowało się na przebudowę sieci sprzedaży w Polsce, nowo wybrani dystrybutorzy rozpoczęli sprzedaż oryginalnych modeli Atari 2600 na terenie kraju. Oferowano dwa modele – podstawowy z dżojstikiem oraz rozszerzony, zawierający dwa dżojstiki i wydaną przez Atari kompilację 32 in 1. Oba zestawy były droższe od Rambo 2600 i CA-160.